# Galla
Galla（ガラ）は、日本のソフトヴィジュアル系ロックバンド。エイベックス所属。キャッチフレーズは『今世紀最後のヴィジュアル系』。cutting edgeの大型プロジェクトであった。

## 経歴
1995年、バンド結成。この頃はGALA名義であった。
1996年にはZI:KILLのEBYプロデュースのオムニバスCD「Emergency Express 1996」に参加。
その後、avexと契約し、表記をGallaに改名。1998年6月10日、1stシングル「罪に罰を」でメジャーデビュー。
同年9月9日、2ndシングル「奇蹟の薔薇」リリース。本作はフジテレビ系アニメ『頭文字D（1st Stage）』エンディングテーマにタイアップされた。
同年11月6日、3rdシングル「シグナル」リリース。
1999年1月13日、1stアルバム『WORDS FROM MIND』をリリース。
同年5月12日、4thシングル「フェロミスト」リリース。本作はアサヒ飲料『三ツ矢サイダー』CMソングに起用されている。
同年8月11日、5thシングル「ナツノカケラ」リリース。日本テレビ系『ぐるぐるナインティナイン』エンディングテーマとしてタイアップ。
同年11月10日、6thシングル「キミがいる」リリース。2ndシングルに引き続き、フジテレビ系アニメ『頭文字D Second Stage』エンディングテーマにタイアップされている。
同年12月8日、2ndアルバム『PARA-LIFE』リリース。
2000年10月4日、最後の作品となる7thシングル「HEARTS」をリリース。
同年11月、解散。
2012年12月7日、田中雄二のバンド、KOHAK（コハク）が四ッ谷Doppoでのワンマンライブに、サポートで篠田達也、ゲストに麻田響也を迎え、12年ぶりにGallaの楽曲を演奏。そのステージで再結成を発表。
2013年3月1日、新宿SUNFACEにてGalla再結成ライブ「Chapter3」を行うも、2014年1月1日、公式サイトにて再解散を発表。

## メンバー
麻田 響也（あさだ きょうや）
ボーカル担当。兵庫県神戸市長田区出身。
解散後は「麻田キョウヤ」に改名し、ミュージカル役者・ラジオDJとして活動。「仮面ライダー剣」のイメージソング「Never too late」や「押忍!闘え!応援団」のカバーソング、「実況パワフルプロ野球12」のテーマソング「空色の軌跡」なども歌唱している。
田中 雄二（たなか ゆうじ）
ギター担当。東京都江東区出身（公式サイトでは三鷹市出身と称している）。
解散後はバンド「KOHAK」やソロプロジェクト「OUT OF MIND」等フリーで活動。
篠田 達也（しのだ たつや）
ベース担当。東京都清瀬市出身。
解散後は大橋と「MUFF」を結成するも、2011年（平成23年）に解散。現在は猫騙に加入、T4Rに参加。サポートミュージシャンとしても活動中。
大橋 孝明（おおはし たかあき）
ドラムス担当。愛知県弥富市出身（公式サイトでは愛知県名古屋市出身と称している）。
解散後は篠田と「MUFF」を結成。2005年（平成17年）に引退し、現在は地元名古屋で楽器販売・音楽教室事業を経て、一般企業で営業職として従事。

## ディスコグラフィ

### シングル
|        | 発売日         | タイトル     | c/w              | 規格   | 品番       | レーベル     |
| ------ | -------------- | ------------ | ---------------- | ------ | ---------- | ------------ |
| Indies |                | eternity     | パノラマの果てへ | 8cm CD | GA-001     | 自主制作     |
| 1st    | 1998年6月10日  | 罪に罰を     | JEWEL            | 8cm CD | CTDR-25003 | cutting edge |
| 2nd    | 1998年9月9日   | 奇蹟の薔薇   | IDOL             | 8cm CD | CTDR-25004 | cutting edge |
| 3rd    | 1998年11月6日  | シグナル     | 未来少年         | 8cm CD | CTDR-25005 | cutting edge |
| 4th    | 1999年5月12日  | フェロミスト | 極上のカマセ犬   | 8cm CD | CTDR-25008 | cutting edge |
| 5th    | 1999年8月11日  | ナツノカケラ | NOWAYOUT         | 8cm CD | CTDR-25010 | cutting edge |
| 6th    | 1999年11月10日 | キミがいる   | パノラマの果てへ | 8cm CD | CTDR-25011 | cutting edge |
| 7th    | 2000年10月4日  | HEARTS       | MIND             | CD     | CTCR-40052 | cutting edge |

### オリジナル・アルバム
|     | 発売日        | タイトル        | 収録曲 | 規格 | 品番       | レーベル     |
| --- | ------------- | --------------- | --- | ---- | ---------- | ------------ |
| 1st | 1999年1月13日 | WORDS FROM MIND | 1. BIG MOUTH 2. 奇蹟の薔薇 キセキノハナ 3. PSYCHO-BRAIN 4. アリガトウ… 5. シグナル 6. APPLAUSE! 7. 見上げたとき 8. WHITE MELODY 9. CALCULATION 10. 罪に罰を 11. マリア 〜under the water〜 | CD   | CTCR-16028 | cutting edge |
| 2nd | 1999年12月8日 | PARA-LIFE       | 1. IN THE AIR 2. YES!! 3. パラノイア 4. JACK THE RIPPER 5. EASTERN END OF THE WORLD 6. ナツノカケラ 7. フェロミスト 8. FLAG 9. 沈黙 10. TATOO 〜アゲハ〜 11. DOORS 12. キミがいる          | CD   | CTCR-16031 | cutting edge |

### オムニバス・アルバム参加作品
|     | 発売日        | タイトル                                              | 収録曲                                   | 規格 | 品番       | レーベル             |
| --- | ------------- | ----------------------------------------------------- | ---------------------------------------- | ---- | ---------- | -------------------- |
| 1st | 1996年4月25日 | Emergency Express 1996 ～Do You Feel The Next Vibe!～ | 1. You...                                | CD   | TFCC-88073 | トイズファクトリー   |
| 2nd | 1997年6月21日 | CYNICAL SYNDROME                                      | 1. ELECTRICAL LOVE 2. GO AHEAD GO AROUND | CD   | APCA-189   | バンダイミュージック |

## タイアップ一覧
| 使用年 | 曲名         | タイアップ                                                                      |
| ------ | ------------ | ------------------------------------------------------------------------------- |
| 1998年 | 奇蹟の薔薇   | フジテレビ系アニメ『頭文字D』（1st Stage）エンディングテーマ（第15話 - 第26話） |
| 1998年 | シグナル     | テレビ朝日系『禁断!ハダカの王様』エンディングテーマ                             |
| 1999年 | フェロミスト | アサヒ飲料『三ツ矢サイダー』CMソング                                            |
| 1999年 | ナツノカケラ | 日本テレビ系『ぐるぐるナインティナイン』エンディングテーマ                      |
| 1999年 | キミがいる   | フジテレビ系アニメ『頭文字D Second Stage』エンディングテーマ（全13話）          |
| 2000年 | HEARTS       | テレビ朝日系『ヒメゴト』エンディングテーマ                                      |